# 佩卓夫
佩卓夫（Petrof）是捷克的钢琴制造商，该公司由安东尼‧佩卓夫（Antonín Petrof）于1864年在波希米亞王國赫拉德茨-克拉洛韦创立。1948年，佩卓夫被收归国有，但在1991年至1998年期间被重新私有化。      